# Echte marjolein
Echte marjolein (Origanum majorana, synoniem: Majorana hortensis) is een plant uit de lipbloemenfamilie. De soort staat ook wel bekend als majoraan of worstkruid.
De echte marjolein is afkomstig uit het oosten van het Middellandse Zeegebied. De plant is reeds sinds de oudheid bekend in Europa. Marjolein heeft een intens aroma, dat aan oregano doet denken, maar zachter van smaak en zoeter is. Het kruid wordt voornamelijk gebruikt bij de bereiding van worsten, maar past ook uitstekend bij witte bonen, aardappelgerechten, zuurkool, gehakt, varkensvlees, vleespastei, wild en gevogelte en in tomatensaus.

## Geschiedenis
Bij de oude Grieken werd marjolein samen met peterselie als middel tegen een kater gebruikt. Men vlocht er een krans mee en zette die op het hoofd tijdens de feestmaaltijd.